# 鈴木健也
鈴木健也（日语：すずき けんや，1981年—），日本的漫畫家。2005年於Comic Beam上發表出道作。初次連載作品為Fellows!上發表的蠟燭姬。
2021年12月20日，因涉嫌從德國進口刊載有兒童裸體照片的天然主義寫真集《Sonnenfreunde Sonderhefte》，而被愛知縣警方逮捕。

## 作品

### 連載
- 蠟燭姬（蝋燭姫）（2008年、Fellows!、ENTERBRAIN、Beam Comic、全2卷）
- 百無禁忌！女高中生私房話（おしえて! ギャル子ちゃん）（2014年、ComicWalker、Media Factory、共4卷）

### 短篇
- （2011年、Fellows!、ENTERBRAIN 、Beam Comic）收錄以下作品：
  - （Comic Beam 2005年10月號）
  - （Comic Beam 2005年12月號）
  - （Comic Beam Fellows! Vol.1）
  - （Comic Beam 2007年5月號）
  - （Comic Beam 2008年2月號）
  - （Comic Beam 2008年12月號）

- （アオハル 0.99號）

## 外部連結
- ジゼルとエステル （页面存档备份，存于） - 官方網站（日語）
- 鈴木健也的X（前Twitter）